# Paso de Botello
Paso de Botello är en ort i Mexiko.   Den ligger i kommunen Santa Catarina och delstaten San Luis Potosí, i den centrala delen av landet, 230 km norr om huvudstaden Mexico City. Paso de Botello ligger 460 meter över havet och antalet invånare är 199.
Terrängen runt Paso de Botello är huvudsakligen kuperad, men västerut är den bergig. Paso de Botello ligger nere i en dal. Runt Paso de Botello är det ganska glesbefolkat, med 23 invånare per kvadratkilometer. Närmaste större samhälle är Santa María Acapulco, 5,8 km nordost om Paso de Botello. I omgivningarna runt Paso de Botello växer huvudsakligen savannskog.